# Steffen Unger
Steffen Unger (* 20. Juli 1969 in Worms) ist seit 2004 Bürgermeister der Verbandsgemeinde Alzey-Land.

## Leben
Steffen Unger wuchs mit zwei Brüdern und einer Schwester im landwirtschaftlichen Betrieb seiner Eltern auf. Er lebt auch heute noch mit seiner Ehefrau und seinem Sohn in seinem Heimatort Esselborn.
Unger absolvierte 1991 an der Fachhochschule für öffentliche Verwaltung in Mayen ein Studium zum Diplom-Verwaltungswirt (FH). Danach wurde er in der Stadtverwaltung Alzey Standesbeamter. 1998 wechselte er zur Zentralabteilung der Verbandsgemeindeverwaltung Alzey-Land und wurde 2001 Amtsleiter des Amts für Ordnung und Soziales.

## Politische Ämter
Am 7. November 2004 wurde Steffen Unger, als parteiloser gemeinsamer Kandidat der Freien Wählergruppe der Verbandsgemeinde Alzey-Land e.V. und der CDU, mit 62,39 % der Wählerstimmen, konnte er sich gegen seine zwei Mitbewerber (SPD und ein anderer parteiloser Kandidat) durchsetzen und wurde für acht Jahre zum Bürgermeister der Verbandsgemeinde Alzey-Land gewählt. Am 11. März 2012 gewann er als gemeinsamer Kandidat von CDU und FWG mit Unterstützung der FDP die Wahl mit 68,2 % der Stimmen gegen die SPD-Kandidatin.
Neben dieser hauptamtlichen Tätigkeit ist er Verbandsvorsteher des Zweckverbandes Abwasserentsorgung Rheinhessen (ZAR), Vorsitzender der Kreisgruppe Alzey-Worms des Gemeinde- und Städtebund Rheinland-Pfalz und Gewähltes Vorstandsmitglied der IG Petersberg, die auf seine Initiative hin gegründet wurde.

## Ehrenamtliches Engagement
In seiner Jugend war er Mitglied der Landjugendgruppe Kettenheimer Grund und des Christlichen Vereins Junger Menschen. Mit 25 Jahren hat er die Ausbildung zum Lektor in der evangelischen Kirche absolviert und hat damit die Berechtigung Gottesdienste zu halten. In seiner Freizeit spielt er im Posaunenchor die Tuba.
Seit 1992 ist er Mitglied des Technischen Hilfswerkes (THW) und hat einige Zeit das THW in Alzey geleitet. Des Weiteren engagiert er sich für das Technische Hilfswerk auf Landesebene und ist seit 2005 Vorstandsmitglied der Landeshelfervereinigung. Seit 2015 ist er erster Vorsitzender des Altertumsvereins für Alzey und Umgebung.
Seit Juni 2016 ist Unger erster Vorsitzender des Ortsvereins Alzey-Land e. V. des Deutschen Roten Kreuzes.